# ديشار غامض
ديشار غامض (الاسم العلمي:Pteris ambigua) هو نوع من النباتات يتبع جنس الديشار من فصيلة الديشارية.